# Słone (Rabka-Zdrój)
Słone (dawn. Słonne) – część miasta Rabka-Zdrój, położona na południowy wschód od centrum miasta, w rejonie ulicy Gorczańskiej.

## Historia
Dawniej samodzielna wieś i gmina jednostkowa Słonne w powiecie myślenickim (okręg sądowy Jordanów). W II RP w województwie krakowskim, początkowo w powiecie myślenickim, a od 1 stycznia 1924 w powiecie makowskim.
1 października 1927 gminę Słonne zniesiono, włączając ją do Rabki.